# Cespitularia erecta
Cespitularia erecta is een zachte koraalsoort uit de familie Xeniidae. De koraalsoort komt uit het geslacht Cespitularia. Cespitularia erecta werd in 1936 voor het eerst wetenschappelijk beschreven door Macfadyen. 